# Marcus zum Lamm

Marcus zum Lamm als Student in Poitiers 1567

Marcus zum Lamm (* 3. März 1544 in Speyer; † 13. Februar 1606 in Heidelberg) war ein deutscher Jurist, kurpfälzischer Kirchenrat und Pionier der Ornithologie.

## Familie und Ausbildung
Seine Eltern waren der promovierte Jurist und Stadtsyndikus von Speyer, Marcus zum Lamm IV. (1509–1574), und die aus Worms stammende Ottilie Staud (1526–1592). Sein Großvater väterlicherseits, Hieronymus zum Lamm, war Advokat am Reichskammergericht. Die Familie Lamm gehörte in Speyer zur städtischen Oberschicht, wie mehrere um 1590 angefertigte Miniaturen in Öl zeigen. Den Auftrag zu dieser Serie gab höchstwahrscheinlich Marcus zum Lamm selbst.
1564 bis 1567 studierte er in Poitiers Rechtswissenschaft und beschäftigte sich dort mit Vogelkunde, welche er akribisch betrieb. Er konvertierte zum reformierten Bekenntnis. Den Rest seines Lebens verbrachte er in Heidelberg.
Er war mit Elisabeth, geborene Heuring, verheiratet und hatte mit ihr zwei Kinder:
- Maria Elisabeth (1574–1626), verheiratet mit dem Jura-Professor Daniel Nebel und Rektor der Universität Heidelberg, und
- Marcus Christian (1580–ca. 1625).

Sein Sohn studierte an der Universität Heidelberg. Marcus Christian arbeitete als kurfürstlicher Kanzlist, Drucker und Verleger von politischen Flugblättern und beteiligte sich maßgeblich am Thesaurus Picturarum.

## Leben
Kurfürst Friedrich III. von der Pfalz berief ihn 1576 zum Kirchenrat, starb allerdings noch im selben Jahr. Sein Nachfolger, Ludwig VI., war strenger Lutheraner und entließ alle calvinistischen Beamten. Marcus zum Lamm blieb im Gegensatz zu vielen anderen Reformierten, die während dieser Jahre nach Neustadt an der Weinstraße auswichen, in der kurpfälzischen Residenzstadt. In der Universität Fuß zu fassen, gelang ihm nicht.
1579 wurde er aber Rat und Diener des (reformierten) Herzogs Johann Kasimir und dessen Agent in Heidelberg. Dort fielen er und seine Frau als „halsstarrige Calvinisten“ auf, da sie weiterhin außerhalb Heidelbergs die reformierte Messe besuchten. Als Friedrich IV. von der Pfalz 1584 Kurfürst, Johann Kasimir wegen der Minderjährigkeit seines Neffen Regent und damit die Kurpfalz wieder reformiert wurde, erhielt Marcus zum Lamm seine Stelle als Kirchenrat sofort zurück. Um 1600 galt er als hochangesehener Bürger in der Gunst des Kurfürsten.
Marcus zum Lamm trat nun mit Streitschriften gegen das Luthertum hervor. Bekannt geworden ist seine Auseinandersetzung um das protestantische Abendmahl mit dem jesuitischen Propst Johannes Magirus.
Marcus zum Lamm starb am 13. Februar 1606. Er wurde am 26. Februar 1606 im Chorraum der Peterskirche in Heidelberg begraben. Die Leichenpredigt wurde gedruckt.

## Thesaurus Picturarum
Im Thesaurus Picturarum („Bilderschatz“) sammelte Marcus zum Lamm eine sehr umfangreiche, frühe enzyklopädische Sammlung des Wissens seiner Zeit mit einem hohen Anteil an bildlichen Darstellungen. Schwerpunkte sind Ereignisse seiner Zeit, seine Auseinandersetzung mit den Lutheranern und mit der römisch-katholischen Kirche, die Ornithologie und Kostümstudien unterschiedlicher Völker und sozialer Gruppen. Durch seine Naturbeobachtungen registrierte er früh den sich um 1580 verstärkenden Umschwung des Klimas, der in die Kleine Eiszeit führte. Dadurch konnte er seinem Landesherrn den Rat erteilen, Nahrungsvorräte für die Bevölkerung anzulegen. Den Thesaurus Picturarum ergänzte er ständig bis zu seinem Tod.

## Schriften
nach Erscheinungsjahr geordnet 
- Kurtze unnd Einfeltige erklärung der hohen, fürtrefflichen, wichtigen, nützlichen und tröstlichen lehre von der göttlichen gnaden whal undt verwerffung der Menschen, Prädestinatio genannt. Heidelberg 1591.
- Kurtzer Bericht Daß die Jenigen so sich Lutherisch nennen im wenigsten nicht wie sehr sie sich auch eines solchen berühmen bey der Ordnung und den Worten der Einsatzung deß Abendtmals deß Herren Christi verbleiben sonderen durchauß beyde die Ceremonien und Lehr deroselben änderen und verkehren. Auch sich an den worten deß H. Apostels Pauli ... die bey außspendung deß Abendmals in den reformirten Pfältzischen Kirchen gebrauchet werden mit Unfug ärgern. Sampt einer kurtzen ableinung etlicher unerheblicher Ursachen welche sie zu beschönung ihres Irrthumbs ein und fürwenden. Smesman, Heidelberg 1591.
- Kurtze Abfertigung Deß lesterlichen vnwarhafftigen Gegenberichts M. Iohannis Magiri, Probsten zu Stutgarten: Wider D. Marxen zum Lamb gegruendten warhafftigen Bericht Von aenderung vnd verkehrung der Lehr vnd Ceremonien deß Heiligen Abendmals An einen Ersamen Rath vnd die Burgerschafft zu Heidelberg geschrieben. Mit angehenckter Protestation vnd Retorsion dero jhme D. Marxen, durch gemelten Magirum zu vnschulden zugefuegter Iniurien vnd vnerfindtlichen Calumnien: Alda zu gleich auch VVilhelmo Holdero, Pfarrern zu gemeltẽ Stutgarten vnd Danieli Schadaeo zu Franckfurt vff jhre boßhafftige Lesterungen kuerstzlich geantwordt wird. 1592[Anm. 1]
- Kurtze, Und Endtliche Antwort, D. Marxen zum Lamb zu Heidelberg, auff Iohannis Magiri, Probsts zu Stutgarten, Danielis Schadaei zu Franckfurt, und Wilhelm Holders, Pfarrers zu gemeltem Stutgarten, in nächster Fastenmeß abermals wieder jhne außgesprengte unerfindliche Calumnien. Harnisch, Heidelberg 1593.
- Eine weitere Schrift von 1592 oder 1593, die sich gegen den lutherischen Rat in Frankfurt am Main richtete.[Anm. 2]